# 唐城县
唐城县，古县名。隋开皇十六年（596年）改下溠县置，治今湖北省随州市西北唐县镇。属汉东郡。大业末废。唐开元二十六年（738年）复置。五代梁乾化三年（913年）改汉东县，后唐同光元年（923年）复改唐城县。五代后晋天福元年（936）又改汉东县，后汉乾祐元年（948年）仍改唐城县。南宋绍兴五年（1135年）降为镇。 